# Grand Prix Francji 1906
Grand Prix Francji 1906 (oficj. 9e Grand Prix de l’Automobile Club de France) – wyścig samochodowy odbywający się w dniach 26–27 czerwca 1906 na zamkniętych publicznych drogach w okolicach miejscowości Le Mans. Wyścig został zorganizowany przez Automobile Club de France (ACF) za namową francuskich producentów samochodów jako alternatywa dla wyścigów o Puchar Gordona Bennetta, które ograniczały liczbę zgłoszeń danego kraju bez względu na wielkość przemysłu motoryzacyjnego. Przemysł motoryzacyjny Francji na początku XX wieku był największy w Europie, a by lepiej to odzwierciedlić, Grand Prix Francji nie wprowadzało ograniczeń w zależności od kraju. Jako miejsce rozgrywania wyścigu wybrano tor o długości 103,18 km, złożony głównie z zakurzonych dróg uszczelnionych smołą. Każdy uczestnik wyścigu codziennie musiał pokonać sześć okrążeń, co składało się na dystans wyścigu wynoszący 1 238,16 km. Wyścig trwał w sumie ponad dwanaście godzin, a jego zwycięzcą został Węgier Ferenc Szisz jadący Renault. Drugi był Felice Nazzaro (FIAT), a trzeci – Albert Clément na Clément-Bayard.
Najszybsze okrążenie ustalił na pierwszym okrążeniu Paul Baras, ścigający się Brasierem. Baras prowadził do trzeciego okrążenia, kiedy Szisz objął prowadzenie i wygrał wyścig. Gorące warunki roztapiały smołę, na którą kierowcy najeżdżali, przez co smoła opryskiwała ich, oślepiając i czyniąc wyścig niebezpiecznym. Przebicia opon były częste; producent opon, Michelin, wprowadził zdejmowalne obręcze ze znajdującymi się na nich oponami, dzięki czemu kierowca mógł szybko wymienić uszkodzone koło i zaoszczędzić w ten sposób dużo czasu w porównaniu do samodzielnej wymiany opon. To rozwiązanie pomogło Nazzaro wyprzedzić drugiego dnia Clémenta.
Zwycięstwo Renault przyczyniło się do wzrostu sprzedaży samochodów tej marki. Grand Prix Francji jest drugim wyścigiem z nazwą „Grand Prix”, ale jest często określane jako „pierwsze Grand Prix”. Sukces wyścigu skłonił ACF do zorganizowania Grand Prix Francji w kolejnym roku, a niemiecki przemysł motoryzacyjny do zorganizowania Kaiser Preis – prekursora Grand Prix Niemiec – również w 1907 roku.

## Tło

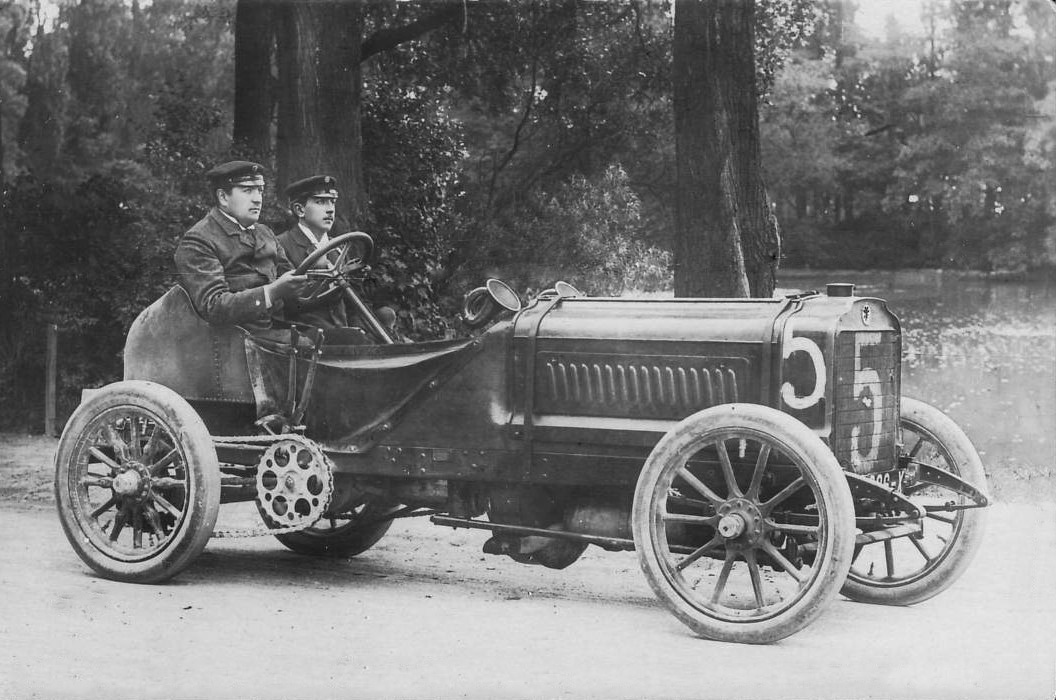
Léon Théry, zwycięzca wyścigu o Puchar Gordona Bennetta w latach 1904–1905 w Richardzie-Brasierze. Na zdjęciu w edycji z 1904 roku

Pierwsze Grand Prix Francji pochodzi od wyścigów o Puchar Gordona Bennetta, utworzonych przez amerykańskiego milionera Jamesa Gordona Bennetta jra w 1900 roku. Wyścigi te miały na celu zachęcić przemysł automobilowy do zaangażowania się w sport. W 1903 roku wyścigi Gordona Bennetta stały się najbardziej prestiżowymi w Europie; zastosowana w nich formuła ścigania się podobnymi samochodami na zamkniętych drogach zastąpiła poprzedni model ścigania, w którym samochody nie były określone regulaminem, a trasa wyścigów odbywała się na otwartych drogach. Zgłoszenia do Pucharu Gordona Bennetta były uwarunkowane krajem, a zwycięski kraj miał prawo organizować wyścig w kolejnym roku. Zgłoszenia były ograniczone do trzech na kraj, co oznaczało, że chociaż powstający przemysł motoryzacyjny był zdominowany przez francuskich producentów, to nie mieli oni możliwości pełnego zademonstrowania swojej przewagi. Regulamin stawiał więc francuski przemysł motoryzacyjny na równi ze Szwajcarią, w której funkcjonował tylko jeden producent. Z drugiej strony Mercedes miał fabryki w Niemczech i Austrii, a zatem mógł wystawić sześć samochodów. Francuski sportowy organ zarządzający, Automobile Club de France (ACF), przeprowadzał konkursy przed każdym wyścigiem; w 1904 roku o trzy miejsca w wyścigu konkurowało 29 producentów.
Kiedy Léon Théry w 1904 roku wygrał wyścig Richardem-Brasierem, ACF otrzymał od producentów francuskich propozycję modyfikacji formatu Pucharu Gordona Bennetta i zorganizowanie w 1905 roku równolegle z wyścigiem o Puchar Gordona Bennetta własnego wyścigu, nieograniczonego względami narodowościowymi. ACF przyjął propozycję, ale zadecydował, że nie zniesie ograniczeń narodowościowych, a zamiast tego ograniczenia będą uwarunkowane wielkością przemysłu motoryzacyjnego w danym kraju. Według tych zasad Francja była uprawniona do piętnastu zgłoszeń, Niemcy i Wielka Brytania do sześciu, a pozostałe kraje, tj. Włochy, Szwajcaria, Belgia, Austria i Stany Zjednoczone – do trzech.
Francuska propozycja spotkała się ze stanowczym sprzeciwem organów zarządzających reprezentujących inne kraje uczestniczące w Pucharze Gordona Bennetta, a za namową Niemiec zorganizowane zostało spotkanie mające na celu rozstrzygnięcie sporu. Chociaż delegaci odrzucili francuski model na wyścig w 1905 roku, to aby uniknąć impasu, zgodzili się na zastosowanie nowego systemu w wyścigu mającym odbyć się w 1906 roku. Jednakże kiedy Théry i Richard-Brasier ponownie wygrali wyścig Gordona Bennetta w 1905 roku, a co za tym idzie, odpowiedzialność za organizację wyścigu w 1906 roku ponownie spadła na ACF, Francja wycofała się z Pucharu Gordona Bennetta i w ramach zastępstwa postanowiła zorganizować własny wyścig, Grand Prix de l’Automobile Club de France.

### Tor
Połączona oferta rady miejskiej Le Mans i lokalnych hotelarzy, którzy zadeklarowali wsparcie finansowania wyścigu, przekonała ACF, by zorganizować wyścig na peryferiach Le Mans. Automobile Club de la Sarthe opracował trasę – tor o długości 103,18 km. Tor, biegnący przez lasy i grunty rolne, jak większość współczesnych mu torów, miał kształt trójkąta. Tor zaczynał się we wsi Montfort i biegł na południowy zachód w kierunku Le Mans. Następnie uczestnicy pokonywali serpentynę Fourche, która składała się z ostrego zakrętu w lewo, który zwalniał samochody do około 50 km/h. Następnie kierowcy jechali prostym odcinkiem toru na południowy wschód w kierunku Saint-Calais przez Bouloire. Saint-Calais było omijane za pomocą tymczasowej drogi z drewnianych desek, a trasa w okolicy tej miejscowości skręcała na północ. Trasa, nadal wyłożona deskami, prowadziła przez las, po czym kierowcy wjeżdżali na niewielką drogę, którą mijali większą część miasta Vibraye i jechali na przedmieścia La Ferté-Bernard. Następowała seria zakrętów w lewo, która wiodła zawodników w stronę Montfort, po czym kierowcy jechali prostą – przeciętą w niektórych miejscach bardziej technicznymi zakrętami – obok miasta Connerré. Uczestnicy pokonywali dwanaście okrążeń tor w przeciągu dwóch dni (sześć okrążeń na dzień), w sumie 1 238,16 km.
By rozwiązać problemy występujące podczas poprzednich wyścigów, w których widzowie stali zbyt blisko toru, przez co wielokrotnie wjeżdżali w nich kierowcy – co częstokrotnie prowadziło do śmierci lub zranienia widzów – ACF ustawił wokół toru 65 kilometrów ogrodzenia palisadowego, głównie w okolicach miast i wsi oraz pod koniec dróg i ścieżek przecinających tor. Zbudowane zostały tymczasowe drogi z desek, użyte w celu objazdu Saint-Calais i Vibraye, co było alternatywą dla systemu używanego w wyścigach Gordona Bennetta, gdzie samochody, przejeżdżając przez miasta, musiały stosować się do ograniczeń prędkości i nie mogły wyprzedzać. Nad torem zbudowano kilka kładek, a na linii startu/mety w Montfort postawiona została zadaszona trybuna na dwa tysiące miejsc. Pit-lane, gdzie zespoły były ulokowane i mogły pracować nad samochodami, znajdowało się po drugiej stronie toru. Pod torem zbudowano tunel łączący trybunę i pit-lane. Nawierzchnią toru był w praktyce ubity kurz oraz ostre kamienie, i by ograniczyć problem niedostatecznej widoczności oraz przebijania opon, ACF uszczelnił tor na całej jego długości smołą. Większe jej ilości wylano na łukach, na których podczas treningów samochody zrywały nawierzchnię.

### Zgłoszenia
Jeśli wygramy Grand Prix, damy całemu światu do zrozumienia, że francuskie samochody są najlepsze. Jeśli przegramy, stanie się to tylko przez przypadek, a nasi rywale powinni być nam wówczas wdzięczni za to, że zachowaliśmy się wystarczająco sportowo, by pozwolić im odwołać się od złej reputacji ich samochodów.

Do Grand Prix Francji zostało zgłoszonych dziesięciu francuskich producentów: Clément-Bayard, Hotchkiss, Gobron-Brillié, Darracq, Vulpes, Brasier, Panhard, Grégoire, Lorraine-Dietrich i Renault. Dwóch producentów pochodziło z Włoch (FIAT oraz Itala), a jeden z Niemiec (Mercedes). Z wyjątkiem Gobron-Brillié i Vulpes, którzy wystawili po jednym samochodzie, oraz Grégoire, która to firma wystawiła dwa pojazdy, każdy producent wystawił po trzy auta, przez co do wyścigu łącznie były zgłoszone 34 samochody. Do Grand Prix nie zgłosił się żaden producent brytyjski bądź amerykański. Brytyjczycy podejrzewali, że wyścig miał być propagandą francuskiego przemysłu motoryzacyjnego, a brytyjski magazyn „The Motor” cytował francuską gazetę „Le Petit Parisien” jako dowód braku sportowego zachowania.
ACF ustalił maksymalną masę samochodu – wykluczając narzędzia, siedzenia, skrzydełka, światła i oprawy na światła – na poziomie tysiąca kilogramów, plus dodatkowe siedem kilogramów na magneto lub dynamo służące do zapłonu silnika. Przepisy ograniczały zużycie paliwa do 30 litrów na sto kilometrów. Każdy producent do rozruchu wybrał magneto; większość używała systemu niskonapięciowego, natomiast Clément-Bayard, Panhard, Hotchkiss, Gobron-Brillié i Renault wybrali układ o wysokim napięciu. Do napędu Mercedes, Brasier, Clément-Bayard, FIAT i Gobron-Brillié wybrali przekładnię łańcuchową, a pozostali – wał napędowy. Wszyscy zastosowali silniki czterocylindrowe, natomiast pojemność skokowa wahała się od 7433 cm³ (Grégoire) do 18 279 cm³ (Panhard). Rury wydechowe zostały skierowane w górę, by ograniczyć wsysanie przez samochody kurzu z toru. Zespoły mogły zmieniać kierowców i wyposażenie, ale dopiero po pierwszym dniu zawodów, a nie w trakcie trwania wyścigu.
Dostarczycielami opon byli Michelin, Dunlop i Continental. Innowacją techniczną były wprowadzone przez Michelina tzw. jante amovible, tj. zdejmowalne obręcze wraz z oponami, które mogły być szybko założone w przypadku przebicia opony. W przeciwieństwie do wyścigów Gordona Bennetta w trakcie wyścigu przy samochodzie mogli pracować tylko kierowca i jego mechanik (który jechał wraz z nim), stąd przewożenie zapasowych, zdejmowalnych obręczy mogło w przypadku przebicia opony przyczynić się do zaoszczędzenia dużej ilości czasu i dać dużą przewagę. Tradycyjna metoda wymiany opon, czyli zdjęcie starej opony za pomocą noża i założenie nowej na obręcz, zajmowała około piętnastu minut, natomiast wymiana obręczy Michelin – poniżej czterech. FIAT użył pełnego zestawu, a Renault i dwa Clémenty-Bayardy używały obręczy na tylną oś. Jako że każda dodatkowa obręcz zwiększała masę pojazdu o dziewięć kilogramów, niektórzy producenci, jak Itala i Panhard, nie korzystali z tego udogodnienia, by nie przekroczyć regulaminowej masy. W wyścigu zastosowano także po raz pierwszy w historii amortyzatory hydrauliczne.

## Wyścig

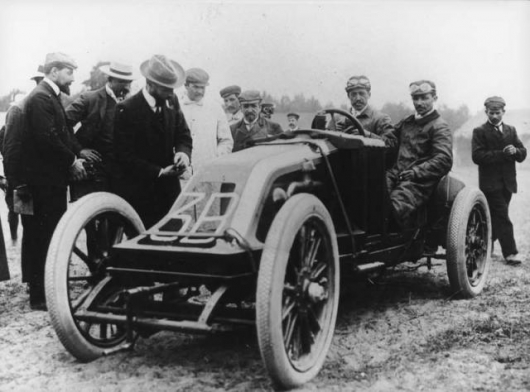
J. Edmond w Renault przed wyścigiem. Edmond wycofał się z wyścigu po tym, gdy smoła, na którą najechał, dostała się do jego oczu

Drogi wokół toru zostały zamknięte w dniu wyścigu o godz. 5 rano. W celu ustalenia kolejności startowej oraz numerów przeprowadzono wśród trzynastu zespołów losowanie. Każde ze zgłoszeń danego producenta było oznaczone literą A, B lub C. Samochody ustawiały się w kolejkach według numerów: samochody „A” w jednej kolejce (rzędzie), a samochody „B” – w drugiej. Samochody „C” były ostatnie, tworząc osobną kolejkę. Samochody ruszały do wyścigu co 90 sekund, począwszy od godz. 6:00 rano. Zgodnie z losowaniem pierwszym kierowcą, który miał wystartować, był Fernand Gabriel na Lorraine-Dietrich (numer 1A), jednakże Gabriel z powodu problemów z uruchomieniem silnika nie zdołał ruszyć przed drugim w kolejce Vincenzo Lancią (FIAT). Główny kierowca Renault, Węgier Ferenc Szisz, startował jako trzeci, natomiast za Sziszem startowali Victor Hémery (Darracq), Paul Baras (Brasier), Camille Jenatzy (Mercedes), Louis Rigolly (Gobron-Brillié) oraz Alessandro Cagno (Itala). Philippe Tavenaux (Grégoire), następny kierowca w kolejce, nie był w stanie wystartować, podobnie jak Marius Barriaux (Vulpes), którego samochód po badaniu przed wyścigiem okazał się zbyt ciężki. Ostatnim startującym był „de la Touloubre” (Clément-Bayard, nr 13C), który ruszył do wyścigu o 6:49:30.
Najlepiej wystartował Maurice Fabry (Itala), który przejechał pierwszy kilometr wyścigu w 43,4 sekundy. Najszybszym kierowcą po pierwszym okrążeniu był jednak Paul Baras, który swoim Brasierem ustalił czas 52:25,4 s., przez co przesunął się na trzecie miejsce na torze i został liderem. Fernand Gabriel wskutek problemu mechanicznego stracił kontrolę nad pojazdem w okolicy Saint-Calais, ale jako że w odpowiednim momencie zdołał jednak opanować samochód, uniknął poważnego wypadku. Gabriel musiał jednak wycofać się z wyścigu. Baras utrzymał prowadzenie po drugim okrążeniu, ale na trzecim spadł za Szisza, który został liderem. Jako że w trakcie wyścigu było bardzo gorąco – maksymalna temperatura sięgała +49 °C – smoła zaczęła topnieć, co stanowiło problem większy niż kurz; smoła bowiem, najeżdżana przez samochody, rozchlapywała się i opryskiwała twarze kierowców i mechaników, dostając się za ich gogle i powodując oślepienie. Problem ten dotyczył szczególnie kierowcy Renault, J. Edmonda, którego uszkodzone gogle powodowały, że był on narażony jeszcze bardziej na oblanie smołą, która prawie go oślepiła. Jego próby wymiany gogli zostały zabronione przez oficjeli, którzy twierdzili, że wymiana wyposażenia w trakcie trwania wyścigu jest zabroniona. W trakcie trwania wyścigu kierowcy nie mogli się również zmieniać, więc Edmond kontynuował wyścig przez dalsze dwa okrążenia, po czym się wycofał.
Kierowca FIAT-a, Aldo Weilschott, awansował z czternastego miejsca, które zajmował na trzecim okrążeniu, na trzecie (5 okr.), po czym w okolicy Vibraye wypadł z toru i zakończył rywalizację. Szisz utrzymał prowadzenie do końca pierwszego dnia zawodów, kończąc pierwszą połowę wyścigu tuż przed południem z czasem 5 godzin, 45 minut i 30,4 sekundy i przewagą 26 minut nad Albertem Clémentem (Clément-Bayard). Pomimo słabego startu kierowca FIAT-a, Felice Nazzaro, po pierwszym dniu był trzeci, 15 minut za Clémentem. Pierwszy dzień ukończyło 17 załóg, a ostatni był Henri Rougier startujący Lorraine-Dietrich, który uzyskał czas 8 godzin, 15 minut i 55 sekund, tj. dwie i pół godziny gorszy od rezultatu Szisza. Wszystkie samochody mające ścigać się drugiego dnia zawiezione zostały do parc fermé – oświetlonego obszaru. strzeżonego w nocy przez członków ACF, którzy mieli zapobiec temu, by kierowcy pracowali nocą nad swoimi samochodami.
Od czasu, który uzyskał dany kierowca pierwszego dnia, zależał czas startu tego kierowcy drugiego dnia, to znaczy jako że Szisz uzyskał pierwszego dnia czas 5 godzin i 45 minut, to drugiego dnia startował on o 5:45 rano. Clément startował natomiast o 6:11, a Nazzaro – o 6:26. Metoda ta zapewniła, że pozycje kierowców na torze odzwierciedlały ich rzeczywiste pozycje w wyścigu. Koń, który przed wyścigiem został tak przeszkolony, by nie bać się hałasu rozruchu silnika, holował każdy samochód z parc fermé do linii startu. Żaden kierowca bądź mechanik nie mógł przeprowadzać prac nad samochodem aż do momentu otrzymania sygnału startu. Szisz i Clément od razu po starcie zjechali do pit-lane, by zmienić opony i naprawić swoje samochody. Postój Clémenta był krótszy od postoju Szisza, a Nazzaro w ogóle nie zjechał do pit-lane. W związku z tym Clément zmniejszył stratę do Szisza, a Nazzaro – do Clémenta. Jenatzy i Lancia, którzy w trakcie pierwszego dnia doświadczyli problemów z oczami, mieli zamiar – na co zezwalał regulamin – przekazać drugiego dnia samochód rezerwowemu kierowcy. „Burton” rzeczywiście zastąpił Jenatzy’ego, natomiast Lancia kontynuował wyścig drugiego dnia w swojej codziennej odzieży po tym, gdy rezerwowy kierowca w jego zespole zgubił się i nie został odnaleziony przed startem.
Kierowca Hotchkissa, Elliott Shepard, który po pierwszym dniu był czwarty ze stratą niecałych czterech minut do Nazzaro, na początku drugiego dnia spędził pół godziny na wymianę opon i płynów. W okolicach Saint-Calais na ósmym okrążeniu Shepard zjechał z toru, ale był w stanie kontynuować wyścig, natomiast później na tym samym okrążeniu przez uszkodzone koło wjechał w nasyp ziemi i wycofał się z rywalizacji. Georges Teste (Panhard) oraz Claude Richez (Renault) rozbili się na początku drugiego dnia wyścigu, natomiast w jedynym startującym Gobronie-Brillié, którego prowadził Louis Rigolly, na siódmym okrążeniu doszło do awarii chłodnicy. Po dwóch okrążeniach drugiego dnia znajdujący się na drugim miejscu Clément miał 23 minuty przewagi nad Nazzaro, ale po kolejnym okrążeniu jego przewaga zmalała do trzech minut. Na dziesiątym okrążeniu Nazzaro wyprzedził Clémenta, ale później zatrzymał się, by uzupełnić paliwo, dzięki czemu Clément wrócił na drugie miejsce. Jednakże Nazzaro zdołał ponownie wyprzedzić Clémenta i ukończył wyścig na drugim miejscu i trzyminutową przewagą nad Francuzem.

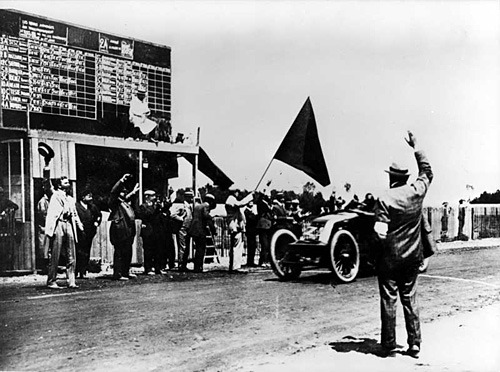
Ferenc Szisz wygrywa Grand Prix Francji 1906

Na dziesiątym okrążeniu w Renault Szisza doszło do uszkodzenia tylnego zawieszenia, ale jako że jego przewaga wynosiła ponad 30 minut, mógł on ostrożnie kontynuować wyścig z tą niedogodnością. Szisz odebrał na mecie czarną flagę zwycięzcy, uzyskując łączny czas 12 godzin, 14 minut i 7,4 sekundy, a także osiągając najwyższą prędkość maksymalną – 154 km/h. Szisz finiszował z przewagą 32 minut nad drugim Nazzaro. Za trzecim Clémentem był Jules Barillier z Brasiera, a za nim Lancia i kierowca Panharda, George Heath. Baras, którego pierwsze okrążenie okazało się najszybszym w wyścigu, dojechał jako siódmy, przed Arthurem Durayem (Lorraine-Dietrich), „Pierrym” (Brasier) i „Burtonem”. Ostatnim kierowcą na mecie był zawodnik Mercedesa, „Mariaux”, który do Szisza stracił ponad cztery godziny. Rougier, który ustalił najszybsze okrążenie drugiego dnia (53:16,4), wycofał się z wyścigu na dziesiątym okrążeniu po wielokrotnych przebiciach opon. Spośród innych kierowców, którzy nie ukończyli wyścigu, w samochodach Hémery’ego, René Hanriota i Louisa Wagnera zepsuły się silniki, w pojazdach Rigolly’ego, Xaviera Civellego de Boscha oraz Cagno uszkodzeniu uległy chłodnice, Pierre de Caters, Shepard, Hubert le Blon, A. Villemain oraz Vincenzo Florio musieli wycofać się z powodu uszkodzenia kół, a Gabriel, „de la Touloubre” i Henri Tart – z powodu innych uszkodzeń mechanicznych. Fabry, Weilschott, Teste, Richez oraz Jacques Salleron mieli wypadki, a Edmond był jedynym kierowcą, który wycofał się z powodu kontuzji.

## Po wyścigu

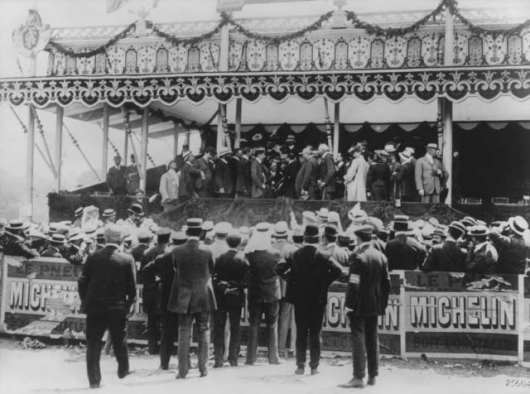
Ceremonia po wyścigu

Pierwszych trzech kierowców Grand Prix zostało odprowadzonych pod trybunę, gdzie odebrali trofea. Zwycięstwo Szisza było dosyć niespodziewane zważywszy na fakt, iż na jego zwycięstwo bukmacherzy stawiali 200:1 (na zwycięstwo Lancii stawiano 10:1). W wywiadzie udzielonym po wyścigu Węgier powiedział, że w trakcie ostatnich okrążeń odczuwał „lęk”:

Bałem się o coś małego, co mogło odebrać zwycięstwo w momencie, w którym wydawało się, że wygram.

Zwycięstwo Renault przyczyniło się do zwiększenia prestiżu tej marki oraz sprzedaży jej samochodów: w 1906 roku Renault sprzedało około 1600 pojazdów, rok później – ponad 3 000, natomiast w 1908 roku ponad 4 600. Wyścig nie udowodnił jednak zdecydowanej przewagi francuskiego przemysłu motoryzacyjnego: drugie miejsce w wyścigu zajął włoski samochód, a spośród 23 francuskich samochodów, które wystartowały w wyścigu, wyścig ukończyło siedem.
Po wyścigu media stwierdziły, że Grand Prix Francji było słabą próbą zastąpienia wyścigów o Puchar Gordona Bennetta. Według mediów wyścig był za długi, a system startu nieprzemyślany, jako że wypuszczanie kierowców co 90 sekund powodowało fakt niewielkiej ilości bezpośredniej rywalizacji, wskutek czego każdy kierowca jechał swój własny wyścig „na czas”. Zarzucano ACF, że fakt, iż podczas wyścigu nad samochodem mogą pracować tylko kierowca i mechanik, wywierał na nich zbyt dużo presji. Krytykowane były również jante amovible firmy Michelin, które zdaniem mediów miały zbyt duży wpływ na wynik. Clément prowadził jedynego Clémenta-Bayarda bez tego udogodnienia, co według dziennikarzy spowodowało, iż spadł on drugiego dnia za Nazzaro, który wyprzedził go, gdy ten zmieniał opony. Mimo tych krytycznych głosów ACF postanowił zorganizować Grand Prix Francji w kolejnym roku. Rozgłos wokół wyścigu nakłonił niemiecki organ zarządzający, by zorganizować podobny wyścig, faworyzujący niemiecki przemysł motoryzacyjny. Wyścig ten, nazwany Kaiser Preis, odbył się w 1907 roku i stał się poprzednikiem Grand Prix Niemiec.
Chociaż pierwszym wyścigiem pod nazwą „Grand Prix” było Grand Prix Pau w 1901 roku, to Grand Prix Francji 1906 było pierwszym prawdziwie międzynarodowym wyścigiem z nazwą „Grand Prix”. Do I wojny światowej Grand Prix Francji było jedynym wyścigiem z nazwą „Grand Prix”, który odbywał się co roku, i często jest określane jako „pierwsze Grand Prix”.

## Wyniki
Źródło:
| 1                                                     |    | 3A       | Ferenc Szisz             | Renault           | 12            | 12h14m07,4 |                      |
| 2                                                     |    | 2B       | Felice Nazzaro           | FIAT              | 12            | +32m19,4   |                      |
| 3                                                     |    | 13A      | Albert Clément           | Clément-Bayard    | 12            | +35m39,2   |                      |
| 4                                                     |    | 5B       | Jules Barillier          | Brasier           | 12            | +1h38m53,0 |                      |
| 5                                                     |    | 2A       | Vincenzo Lancia          | FIAT              | 12            | +2h08m04,0 |                      |
| 6                                                     |    | 10A      | George Heath             | Panhard           | 12            | +2h33m38,4 |                      |
| 7                                                     |    | 5A       | Paul Baras               | Brasier           | 12            | +3h01m43,0 |                      |
| 8                                                     |    | 1C       | Arthur Duray             | Lorraine-Dietrich | 12            | +3h11m54,6 |                      |
| 9                                                     |    | 5C       | „Pierry”                 | Brasier           | 12            | +4h01m00,6 |                      |
| 10                                                    |    | 6A       | Camille Jenatzy „Burton” | Mercedes          | 12            | +4h04m35,8 |                      |
| 11                                                    |    | 6B       | „Mariaux”                | Mercedes          | 12            | +4h34m44,4 |                      |
| Niesklasyfikowani                                     |    |          |                          |                   |               |            |                      |
|                                                       |    | 1B       | Henri Rougier            | Lorraine-Dietrich | 10            | + 2 okr.   | przebicie opony      |
|                                                       |    | 3C       | Claude Richez            | Renault           | 8             | + 4 okr.   | wypadek              |
|                                                       |    | 12C      | Elliott Shepard          | Hotchkiss         | 7             | + 5 okr.   | koło                 |
|                                                       |    | 4A       | Victor Hémery            | Darracq           | 7             | + 5 okr.   | silnik               |
|                                                       |    | 7A       | Louis Rigolly            | Gobron-Brillié    | 7             | + 5 okr.   | chłodnica            |
|                                                       |    | 10C      | Georges Teste            | Panhard           | 6             | + 6 okr.   | wypadek              |
|                                                       |    | 3B       | J. Edmond                | Renault           | 5             | + 7 okr.   | kontuzja             |
|                                                       |    | 2C       | Aldo Weilschott          | FIAT              | 5             | + 7 okr.   | wypadek              |
|                                                       |    | 6C       | Vincenzo Florio          | Mercedes          | 5             | + 7 okr.   | koła                 |
|                                                       |    | 13B      | A. Villemain             | Clément-Bayard    | 4             | + 8 okr.   | koła                 |
|                                                       |    | 12A      | Hubert le Blon           | Hotchkiss         | 4             | + 8 okr.   | koło                 |
|                                                       |    | 10B      | Henri Tart               | Panhard           | 4             | + 8 okr.   | zawieszenie          |
|                                                       |    | 13C      | „De la Touloubre”        | Clément-Bayard    | 3             | + 9 okr.   | skrzynia biegów      |
|                                                       |    | 12B      | Jacques Salleron         | Hotchkiss         | 2             | + 10 okr.  | wypadek              |
|                                                       |    | 4B       | Louis Wagner             | Darracq           | 2             | + 10 okr.  | silnik               |
|                                                       |    | 8A       | Alessandro Cagno         | Itala             | 2             | + 10 okr.  | chłodnica            |
|                                                       |    | 8C       | Pierre de Caters         | Itala             | 1             | + 11 okr.  | koło                 |
|                                                       |    | 1A       | Fernand Gabriel          | Lorraine-Dietrich | 0             | + 12 okr.  | zawieszenie          |
|                                                       |    | 8B       | Maurice Fabry            | Itala             | 0             | + 12 okr.  | wypadek              |
|                                                       |    | 9B       | Xavier Civelli de Bosch  | Grégoire          | 0             | + 12 okr.  | chłodnica            |
|                                                       |    | 4C       | René Hanriot             | Darracq           | 0             | + 12 okr.  | silnik               |
| Nie wystartowali / niedopuszczeni do ponownego startu |    |          |                          |                   |               |            |                      |
|                                                       |    | 9A       | Philippe Tavenaux        | Grégoire          |               |            | nie wystartował      |
|                                                       |    | 11A      | Marius Barriaux          | Vulpes            |               |            | przeciążony samochód |
| P                                                     | Nr | Kierowca | Konstruktor              | Okr.              | Czas / Strata | Komentarz  |                      |

### Najszybsze okrążenie
| Nr | Kierowca   | Konstruktor | Czas    | Okr. |
| -- | ---------- | ----------- | ------- | ---- |
| 5A | Paul Baras | Brasier     | 52:25,4 | 1    |

### Prowadzenie w wyścigu
| Nr | Kierowca     | Okrążenia | Suma |
| -- | ------------ | --------- | ---- |
| 3A | Ferenc Szisz | 3–12      | 10   |
| 5A | Paul Baras   | 1–2       | 2    |